# ويليام برادفورد (مصور سينمائي)
ويليام برادفورد (بالإنجليزية: William Bradford)‏ هو مصور سينمائي أمريكي، ولد في 8 سبتمبر 1905 في بلدة باري في الولايات المتحدة، وتوفي في 18 مايو 1959 في لوس أنجلوس في الولايات المتحدة.

## وصلات خارجية
- ويليام برادفورد على موقع IMDb (الإنجليزية)
- ويليام برادفورد على موقع ألو سيني (الفرنسية)
- ويليام برادفورد على موقع أول موفي (الإنجليزية)
- ويليام برادفورد على موقع قاعدة بيانات الأفلام السويدية (السويدية)
- ويليام برادفورد على موقع قاعدة بيانات الفيلم (الإنجليزية)
- ويليام برادفورد على موقع كينوبويسك (الروسية)